# Påsknatten
Påsknatten är natten mellan påskafton och påskdagen. Traditionellt firas då en påsknattsmässa till minnet av uttåget ur Egypten och Kristi uppståndelse. Från början var denna midnattsmässa förlagd till långfredagens första timma men försköts längre fram till övergången från påskafton till påskdag.  Temat i Svenska kyrkan är "Genom död till liv".
Gudstjänsten har oftast tre delar:
- Vakan – med textläsningar och böner.
- Dopliturgin – med dop eller doplöftesförnyelse.
- Påskmåltiden – ett högtidligt nattvardsfirande.

I gudstjänsten tänds ofta ett stort ljus på en ny eld utanför kyrkan. Detta ljus symboliserar både den eldpelare som ledde israeliterna ut ur Egypten och uppståndelsens allt omfattande ljus. Från detta ljus tänder sedan församlingen mindre handljus, som en symbol för hur de genom dopet fått del av uppståndelsens ljus.
Påsknatten var i den tidiga kyrkan dopets rätta plats, och den föregående fastan var dopförberedelsens tid. På påsknatten leddes katekumenerna, dopkandidaterna, in i baptisteriet, dopkapellet, där de fick klä av sig och avsvära sig djävulen och avlägga sin kristna trosbekännelse innan de tre gånger nedsänktes i dopgraven. När de döpts smordes de med chrisma och ikläddes den vita alban, dopdräkten. Sedan fick de för första gången delta i församlingens nattvardsfirande.

## Svenska kyrkan

### Texter
Söndagens tema enligt 2003 års evangeliebok är Kristus är uppstånden. De bibeltexter som används för att belysa dagens tema är:
| Matteusserien                                                               | Markusserien                                                        | Lukasserien                                                                | Johannesserien                                              | Psaltarpsalm  |
| Andra Moseboken 14:10-16, 21-22 Romarbrevet 6:3-11 Matteusevangeliet 28:1-8 | Daniel 3:19-25 Andra Timotheosbrevet 2:8-13 Markusevangeliet 16:1-8 | Andra Moseboken 12:21-28 Kolosserbrevet 2:6-15 Lukasevangeliet 23:55-24:12 | Job 19:25-27 Efesierbrevet 2:1-6 Johannesevangeliet 20:1-10 | Psaltaren 114 |